# Cerkiew św. Michała Archanioła w Krasnej
Cerkiew św. Michała Archanioła w Krasnej – dawna cerkiew greckokatolicka, wzniesiona w 1912 w Krasnej.
Po 1947 użytkowana jako rzymskokatolicki kościół filialny, a później kościół parafialny parafii w Krasnej.
Obiekt w 2008 wpisany do rejestru zabytków.

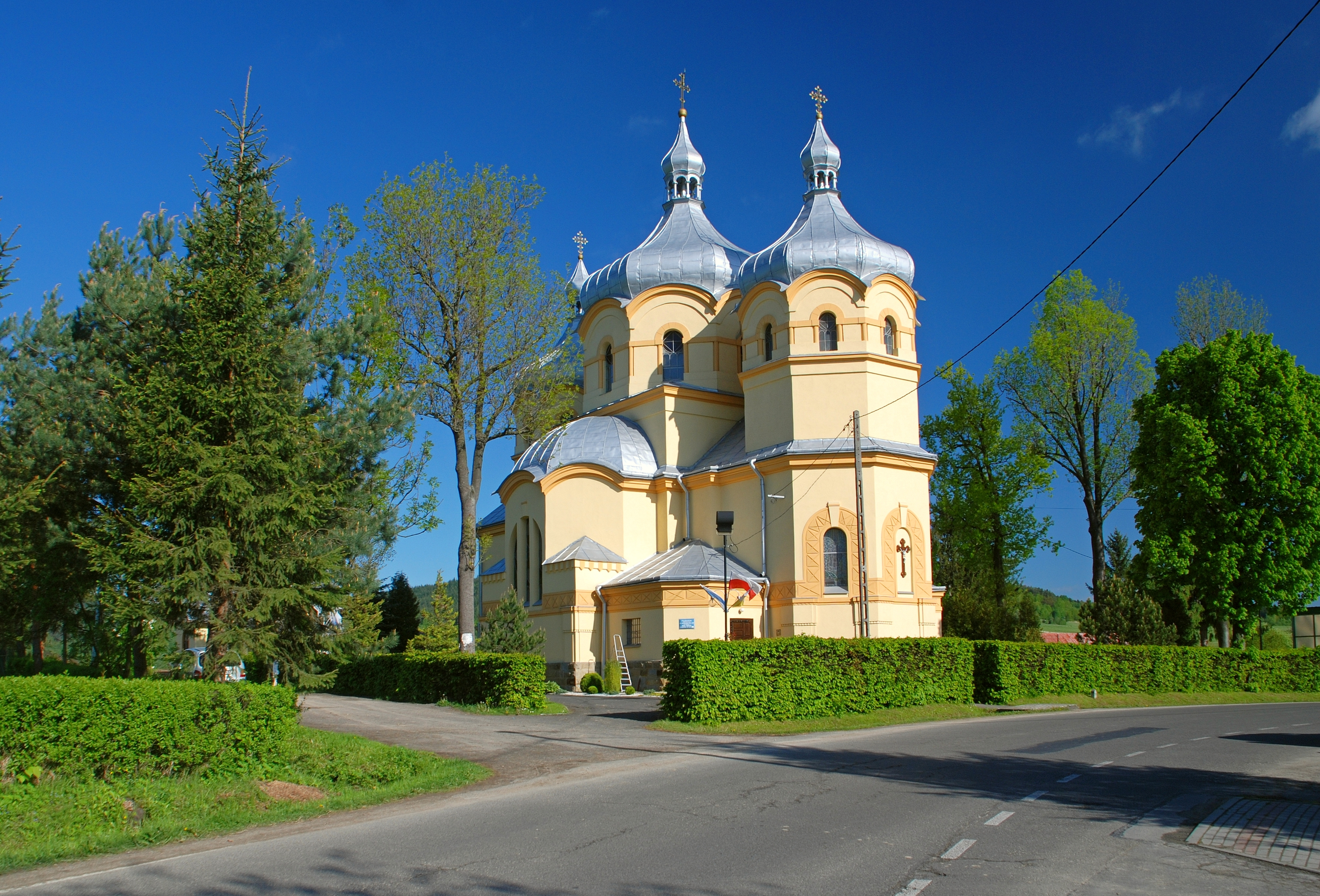
Widok ogólny
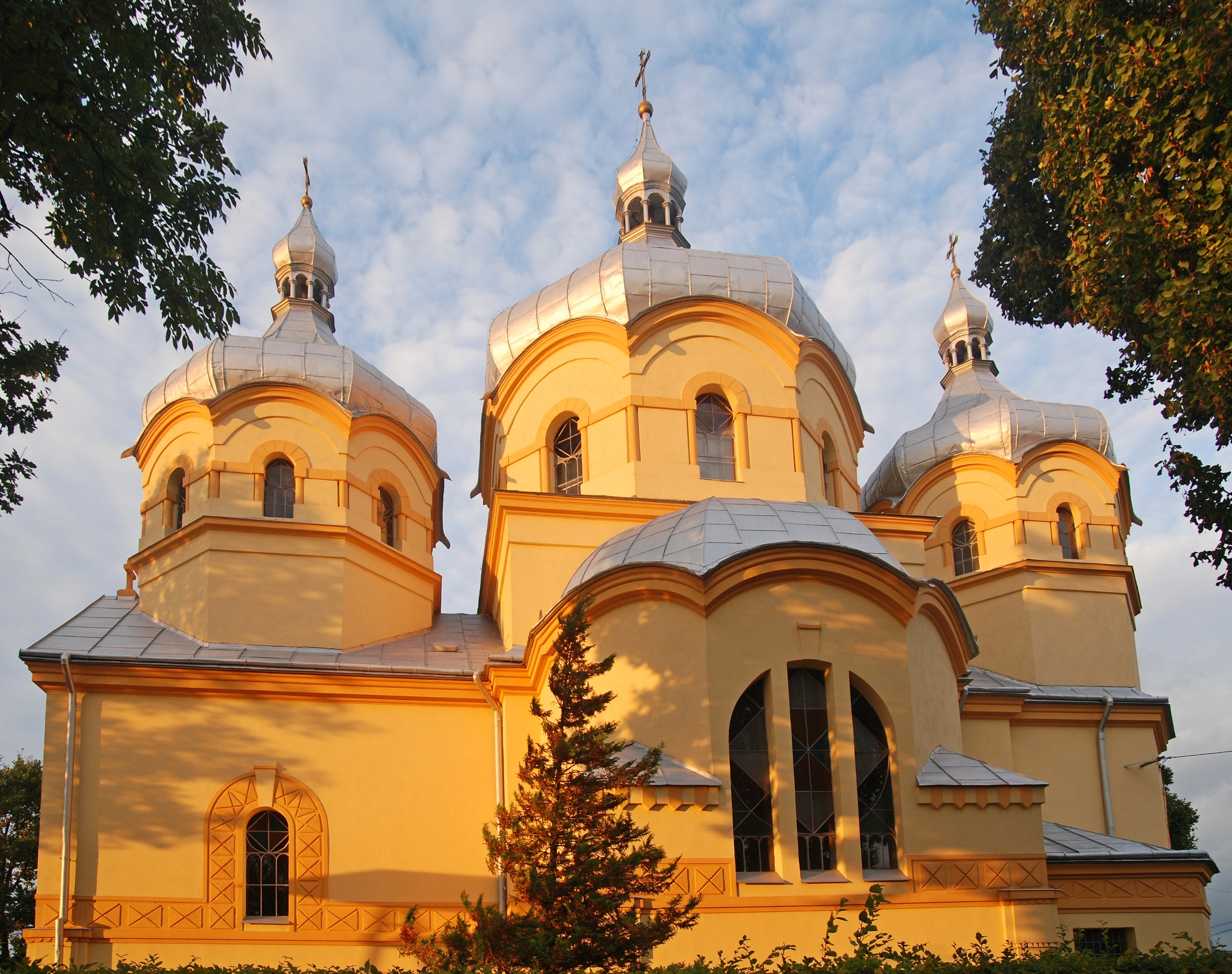
Elewacja południowa
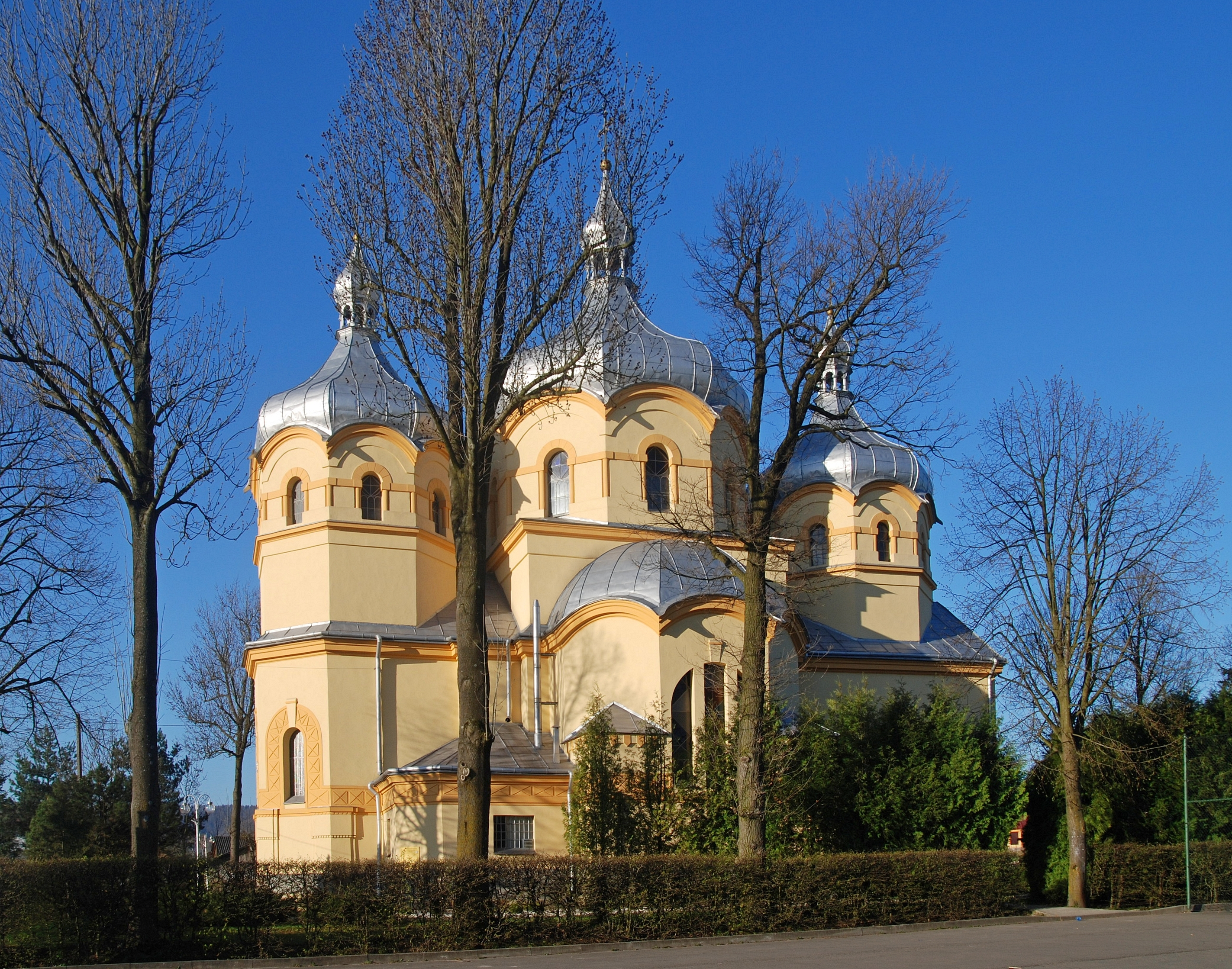
Elewacja północna